# Sprint (misil)
El Sprint era un misil antibalístico (ABM) de combustible sólido de dos etapas, armado con una ojiva termonuclear de radiación mejorada W66 utilizada por el ejército de los Estados Unidos durante 1975-1976. Fue diseñado para interceptar vehículos de reentrada (RV) después de haber descendido por debajo de una altitud de aproximadamente 60 kilómetros, donde el aire cada vez más espeso elimina cualquier señuelo o reflector de radar y se exponía a la observación por radar. Como el RV viajaría a aproximadamente 8047 m/s (Mach 24), Sprint necesitaba tener un rendimiento extraordinario para lograr una intercepción en los pocos segundos de reacción antes de que el RV alcanzara su objetivo.
Sprint aceleraba a 100G, alcanzando una velocidad de Mach 10 (12.300 km/h; 7.610 mph) en 5 segundos. Una velocidad tan alta a altitudes relativamente bajas generaba temperaturas en el fuselaje de hasta 3427 °C, lo que requirió un escudo ablativo para disipar el calor. La alta temperatura provocó que se formara un plasma alrededor del misil, por lo que eran necesarias señales de radio extremadamente potentes para comunicarse con él y guiarlo. El misil brillaba de un blanco muy brillante mientras volaba.  
Sprint fue la pieza central del sistema Nike-X, que se concentraba en colocar bases alrededor de las grandes ciudades para interceptar ojivas soviéticas. El coste de tal sistema rápidamente se volvió insostenible cuando los soviéticos agregaron más misiles balísticos intercontinentales a su flota y el Nike-X fue abandonado. En su lugar vino el programa Sentinel, que utilizó Sprint como última defensa contra el armamento capaz de evadir el LIM-49 Spartan, de mucho mayor alcance aunque más lento que el Sprint. Sentinel se transformó en el Programa Salvaguarda, que estuvo operativo sólo durante unos meses desde octubre de 1975 hasta principios de 1976. La oposición del Congreso por los altos costes vinculados a sus instalaciones y la cuestionable eficacia contra las entonces novedosas ojivas MIRV de la Unión Soviética, hicieron que tuvieran un período operativo muy corto.
A principios de la década de 1970, se llevaron a cabo algunos trabajos en un Sprint II mejorado, que se ocupaba principalmente de los sistemas de guía. Estos debían dedicarse a la tarea de proteger las instalaciones de los misiles Minuteman. Se cancelaron trabajos adicionales debido a que cambió la doctrina ABM de EE. UU..